# Sielsowiet Nowy Dwór (obwód brzeski)
Sielsowiet Nowy Dwór (biał. Навадворскі сельсавет; ros. Новодворский сельсовет) – sielsowiet na Białorusi, w obwodzie brzeskim, w rejonie pińskim, z siedzibą w Nowym Dworze.
Według spisu z 2009 sielsowiet Nowy Dwór zamieszkiwało 2739 osób, w tym 2685 Białorusinów (98,03%), 32 Rosjan (1,17%), 16 Ukraińców (0,58%), 2 Polaków (0,07%), 2 osoby innych narodowości i 2 osoby, które nie podały żadnej narodowości.

## Historia
26 sierpnia 2014 z sielsowietu odłączono Wiaz, który następnie wszedł w skład sielsowietu Pohost Zahorodzki.

## Miejscowości
- agromiasteczko:
  - Nowy Dwór
- wsie:
  - Botowo
  - Czuchowo
  - Stoszany